# St. Johannes Enthauptung (Koblenz)

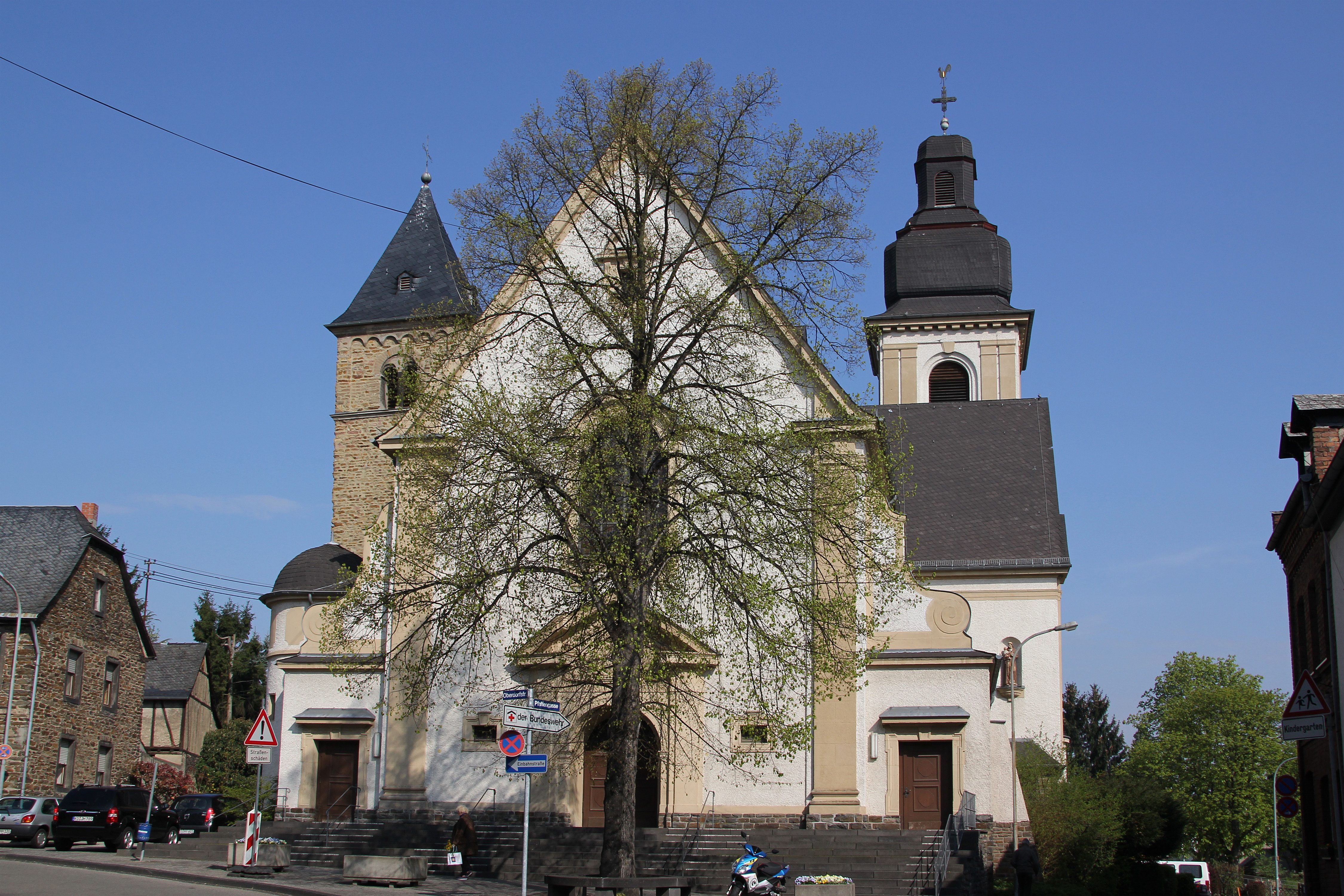
Die Pfarrkirche St. Johannes Enthauptung in Koblenz-Metternich

Die Pfarrkirche St. Johannes Enthauptung ist eine katholische Kirche in Koblenz. Eine erste Pfarrkirche wurde um 1204 im Stadtteil Metternich erbaut. Der heutige Kirchenbau stammt aus den Jahren 1914–1916. Das Besondere der Kirche ist, dass sie zwei Kirchtürme besitzt. Sie trägt das Patrozinium nach der Enthauptung des heiligen Johannes des Täufers.

## Geschichte

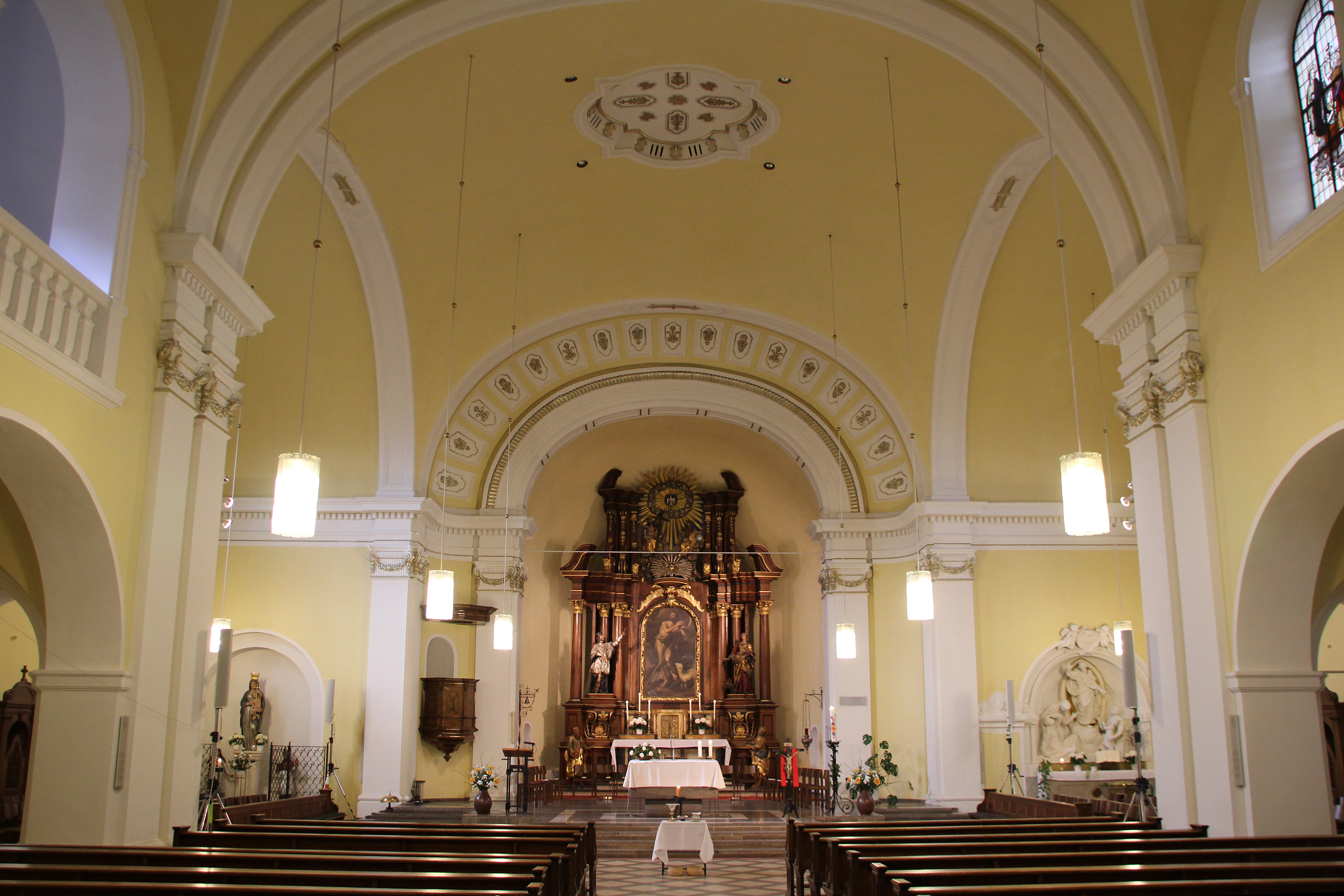
Innenraum mit Blick auf den Hochaltar

Seit dem 13. Jahrhundert wurde die Pfarrkirche St. Johannes Enthauptung in Metternich drei Mal neu errichtet. Der erste Kirchenbau wurde erstmals im Jahr 1204 in einer Schenkungsurkunde an die Herren von Isenburg erwähnt. Der heutige Westturm stammt noch aus dieser Zeit. Seit 1379 wurde die Pfarrei abwechselnd von den Herren von Isenburg und der Zisterzienserabtei Marienstatt besetzt. Der spätromanische Kirchenbau war bei einer Besichtigung im Jahr 1656 noch in einem sehr guten Zustand, stürzte aber 1821/1822 ein. Er wurde 1824 abgebrochen. Die dreischiffige, dreijochige Pfeilerbasilika war ein Beispiel von Emporenkirchen mit Westturm und plattgeschlossenem, gewölbtem Chor mit holzgedecktem Mittelschiff am Mittelrhein, wie sie mehrfach in der zweiten Hälfte des 12. Jahrhunderts entstanden sind. Karl Friedrich Schinkel entwarf 1823 einen Bauplan für einen neuen Kirchenbau. Eine dreischiffige Hallenkirche entstand jedoch 1828 bis 1830 nach Plänen von Ferdinand Nebel.
Das heutige Kirchengebäude entstand in den Jahren 1914 bis 1916 nach den Plänen der Koblenzer Architekten Huch & Grefges. Er ersetzte den Bau aus dem 19. Jahrhundert, da dieser zu klein geworden war. Die Grundsteinlegung erfolgte am 12. Juli 1914. Auch nach Ausbruch des Ersten Weltkriegs ging der Bau der Kirche weiter und bereits im August 1915 konnte die Benediktion gefeiert werden. In das neue Kirchenbauwerk, das auf der Nordostseite einen neuen Glockenturm erhielt, wurde der 1914 ausgebesserte romanische Turm integriert. Die Ausrichtung der Kirche wurde dabei um 90 Grad gedreht. Die Innenausstattung wurde bis 1919 vollendet.
Die Kirche wurde 1982–1984 saniert, dabei erhielten die Kapitelle und Ornamente im Chorbogen eine goldlüsterne Versilberung und der Fußboden wurde aus Travertin und Kalkstein erneuert. Einen neuen Innenanstrich erhielt sie 2003. Wegen Unterspülung der Fundamente des alten Turms, der sich angefangen hat zu neigen, wurden diese bis 2008 erneuert. Im Januar 2015 musste die Kirche geschlossen werden, da die Stabilität des Dachstuhls durch Befall von Nagekäfern gefährdet ist. Das Bistum Trier bewilligte Gelder zur Sanierung, die von 2014 bis 2016 durchgeführt wurde. Das 100-jährige Jubiläum des Gotteshauses wurde am 25. September 2016 gefeiert.

## Bau und Ausstattung

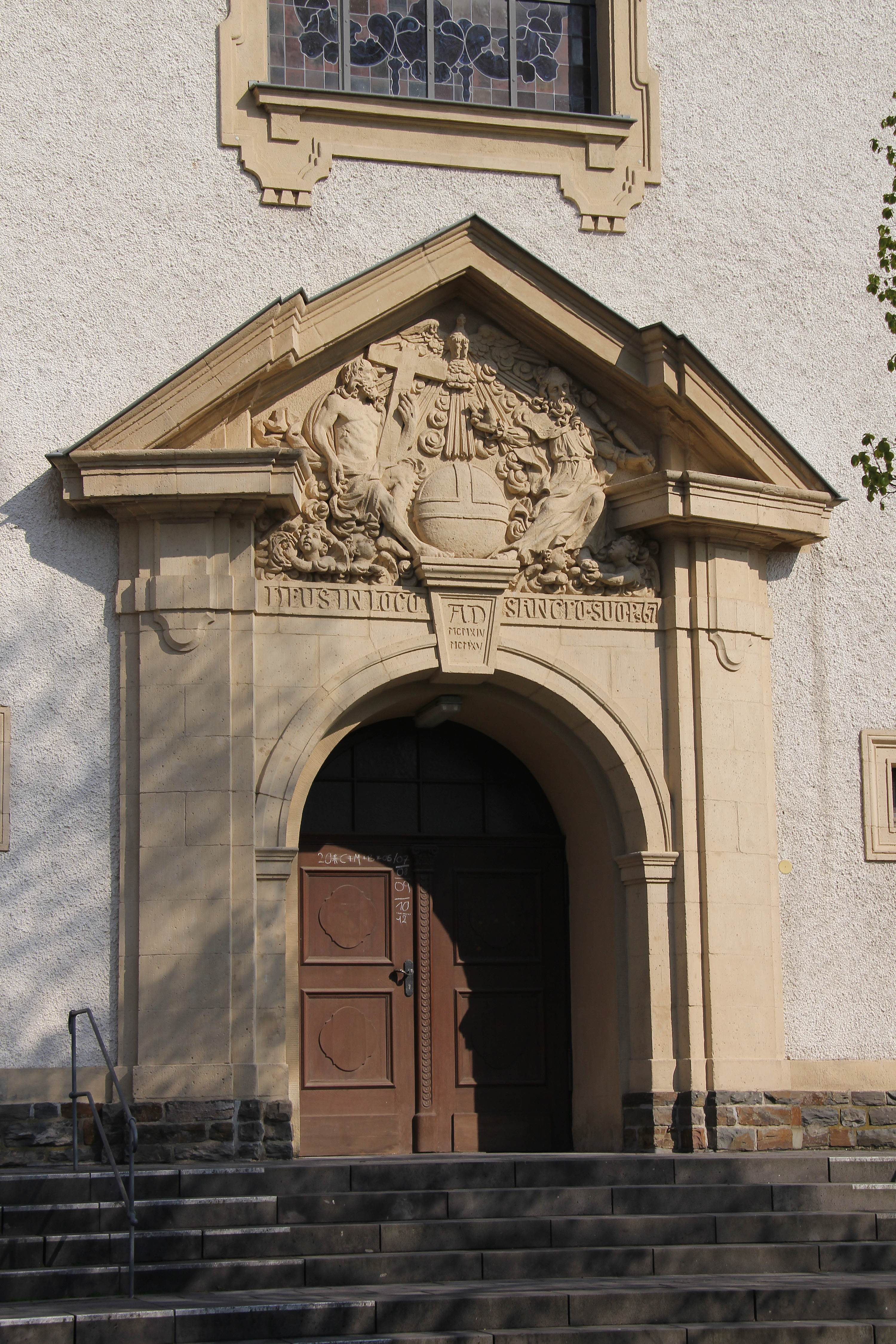
Hauptportal

### Außen
Die Pfarrkirche St. Johannes Enthauptung ist eine neubarocke dreischiffige Basilika mit einem spätromanischen Turm im Westen und einem weiteren Glockenturm im Nordosten sowie einem breiten Querhaus und einem halbrund schließenden Chor. Sie ist nach Norden ausgerichtet und liegt im leicht ansteigenden Gelände über dem Straßenniveau. Der Westturm aus Bruchsteinmauerwerk besitzt vier ungegliederte Geschosse mit Schlitzfenstern. Über einem Gesims schließt sich die Glockenstube mit Ecklisenen und zweiteiligen, rundbogigen Schallöffnungen an. Unter der Glockenstube im vierten Geschoss ist der Turm eigentümlicherweise kreuzgewölbt. Der neubarocke Glockenturm steht als Gegenpol zum mittelalterlichen Westturm angeordnet und nimmt dessen Motiv auf. Der Schaft ist ungegliedert, nur das oberste Glockengeschoss ist mit Lisenen und der rundbogigen Schallöffnung gegliedert.
Der Putzbau mit Satteldächern ist durch dorische Pilaster und einem umlaufenden Gebälk gegliedert. An der Hauptfassade erreicht man über eine breite Treppe die drei Portale der Kirche. Das Hauptportal in der Mitte besitzt einen dreieckigen Giebel mit einem Relief der heiligen Dreifaltigkeit im Tympanon. Darunter die Psalmworte „DEUS IN LOCO SANCTO SUO“ (Psalm 67: Gott an seinem heiligen Ort) sowie im Keilstein die Jahreszahlen „AD MCMXIV – MCMXV“ (1914–1915). Der Sockel besteht aus Bruchsteinen.

### Innen
Der Innenraum mit einem Gewölbe aus Rabitz zeigt sich als Pfeilerbasilika mit einem Langhaus zu drei Jochen, einem breiten Querhaus und einem eingezogenen Chor. Der Raum wurde auf drei Altäre hin konzipiert. Die Wände aus verputztem Ziegelmauerwerk sind durch Pilaster mit Volutenkapitellen, die Gurtbögen tragen, gegliedert. Der Chor wird durch einen gekehlten Triumphbogen hervorgehoben. Die neubarocken Fenster aus der Erbauungszeit zeigen vielfältige Glasmalereien.
Der barocke Hochaltar stammt aus der 1930 abgerissenen Koblenzer Barbarakirche. Dort wurde er vom 1737 gestorbenen Stiftsherren Johann Wilhelm Fuxius, Kanoniker des Stifts St. Florin, gestiftet. Der Hochaltar ist ein großer, 1919 restaurierter Holzaufbau mit Säulen, schwerem Gebälk und Sprenggiebel. In der Mitte ein Ölgemälde des heiligen Johannes des Täufers (Kopie eines Bildes von Bartolomé Esteban Murillo), das von Peter Hecker geschaffen wurde. Im oberen Bereich befindet sich eine Holzskulptur der heiligen Dreifaltigkeit, an den Seiten große Holzfiguren der Heiligen Franz Xaver und Margaretha sowie die unbedeutenden und älteren etwas außerhalb stehenden Figuren von Augustinus und einer Äbtissin.
Der pokalförmige Taufstein aus Basaltlava mit aufgelegtem Akanthus entstand im Jahr 1705. Daneben ein weiterer Taufstein aus hellem Sandstein mit flacher weiter Schale und einem Wasserbecken aus Messing. Die Kanzel mit sechseckigem Kanzelkorb und Schalldeckel aus dem 17. Jahrhundert stammt vermutlich aus der Koblenzer Karmeliterkirche und zeigt Darstellungen des Salvators sowie der Evangelisten Markus, Lukas und Johannes in guter Intarsie.
Im rechten Querarm steht der sogenannte Kriegsaltar, der nach dem Ersten Weltkrieg entstanden ist und vom Lützeler Bildhauer Georg Schichtel geschaffen wurde. Er zeigt einen sterbenden Soldaten in den Armen seiner Mutter, der von Christus in der Mandorla gesegnet wird. Rechts schaut eine Frau mit Kind betend empor.
In der Sakristei befinden sich neubarocke Sakristeischränke und Beichtstühle, die aus einem Heiligenhäuschen in der Nähe 1923 in die Kirche geholt wurden, sowie ein Vesperbild aus dem frühen 15. Jahrhundert.

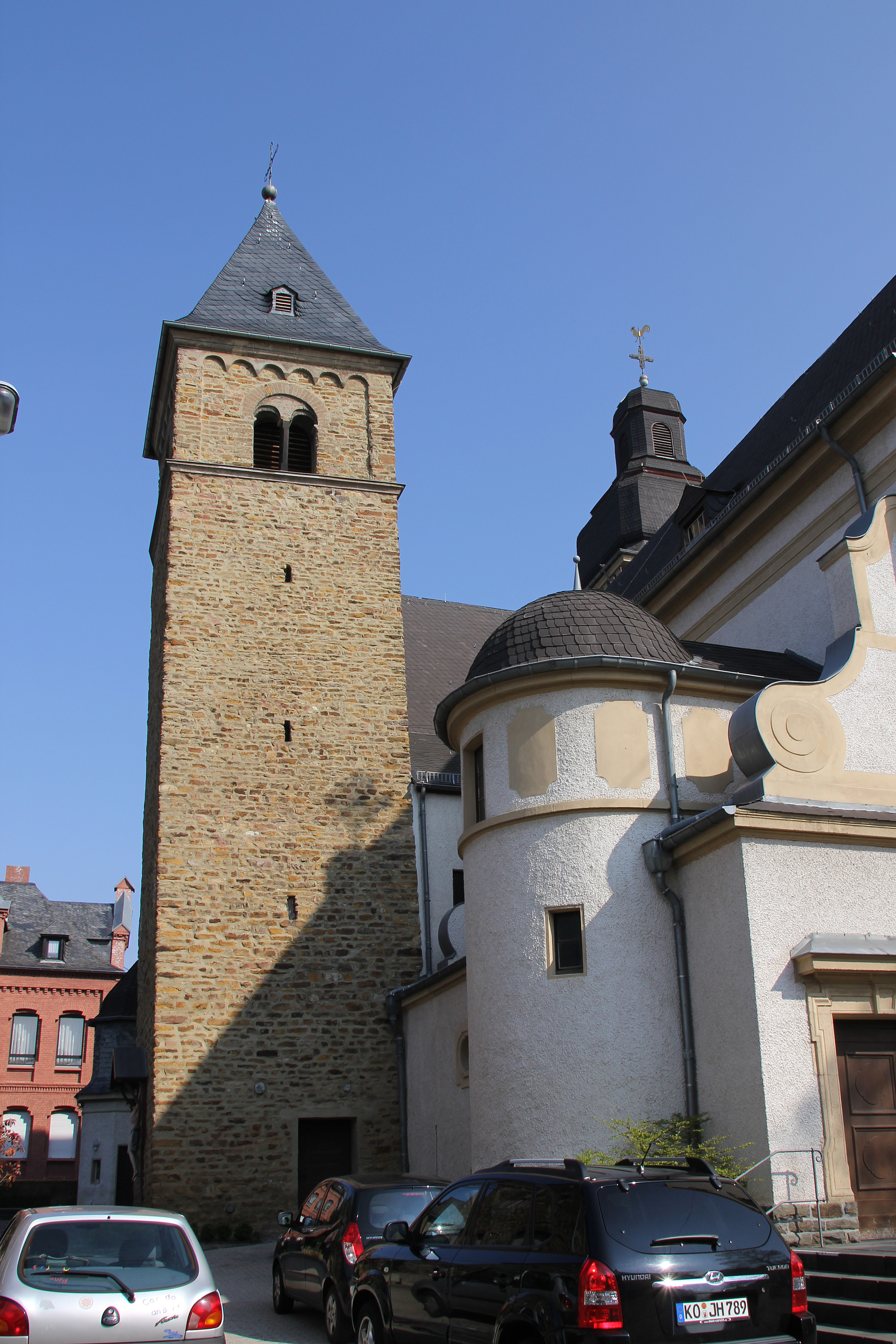
Spätromanischer Westturm
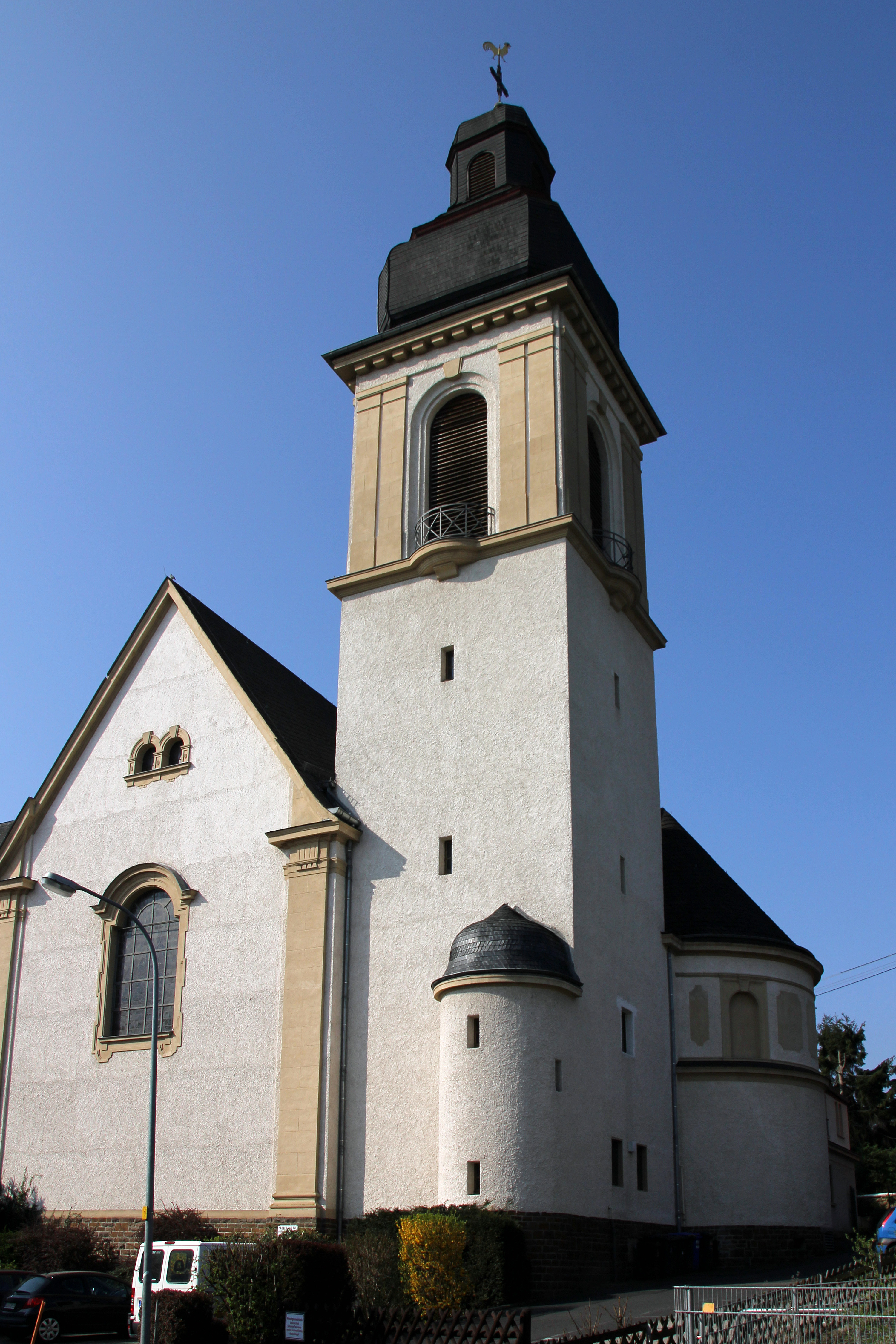
Glockenturm auf der Nordostseite
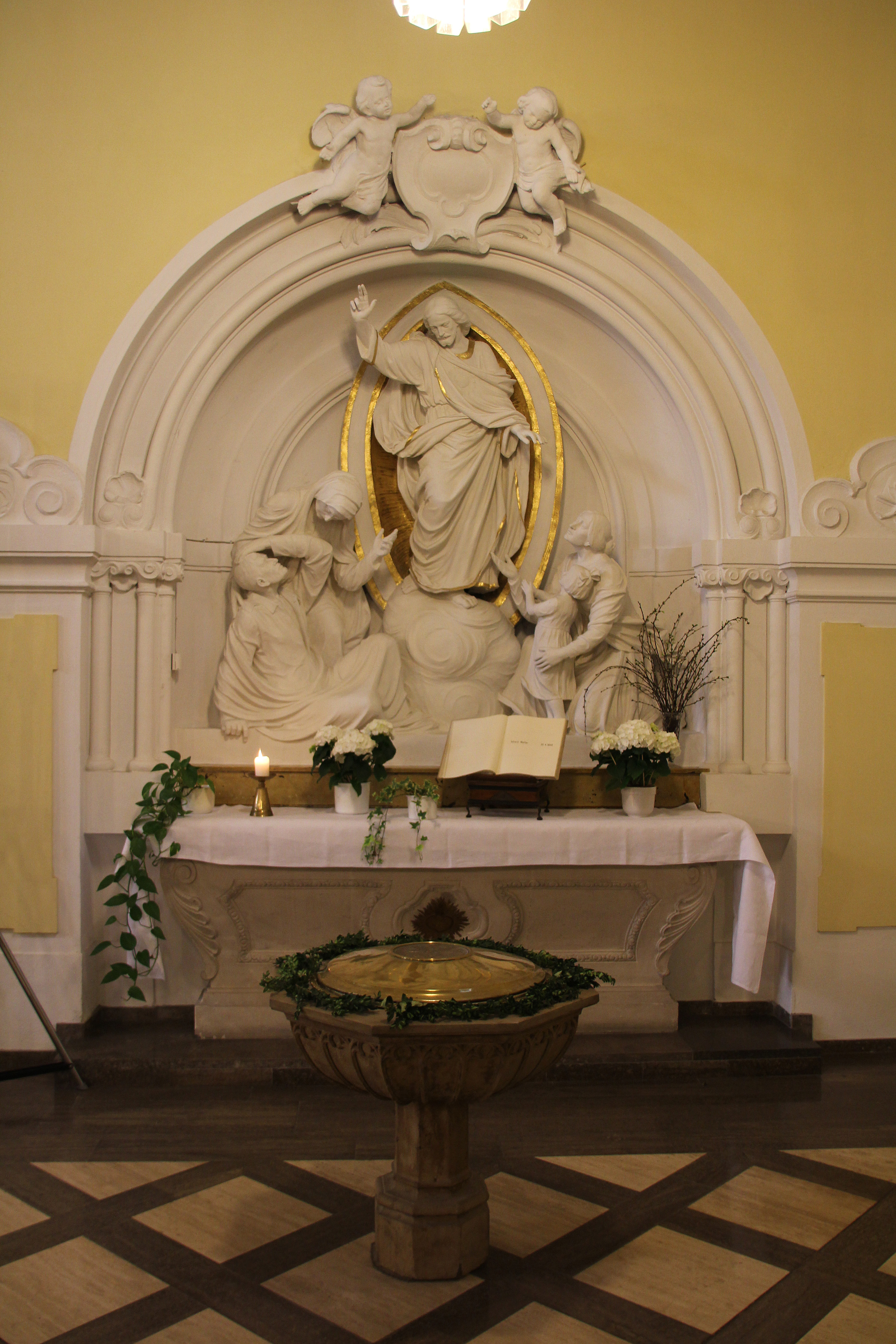
Kriegsaltar und der Taufstein
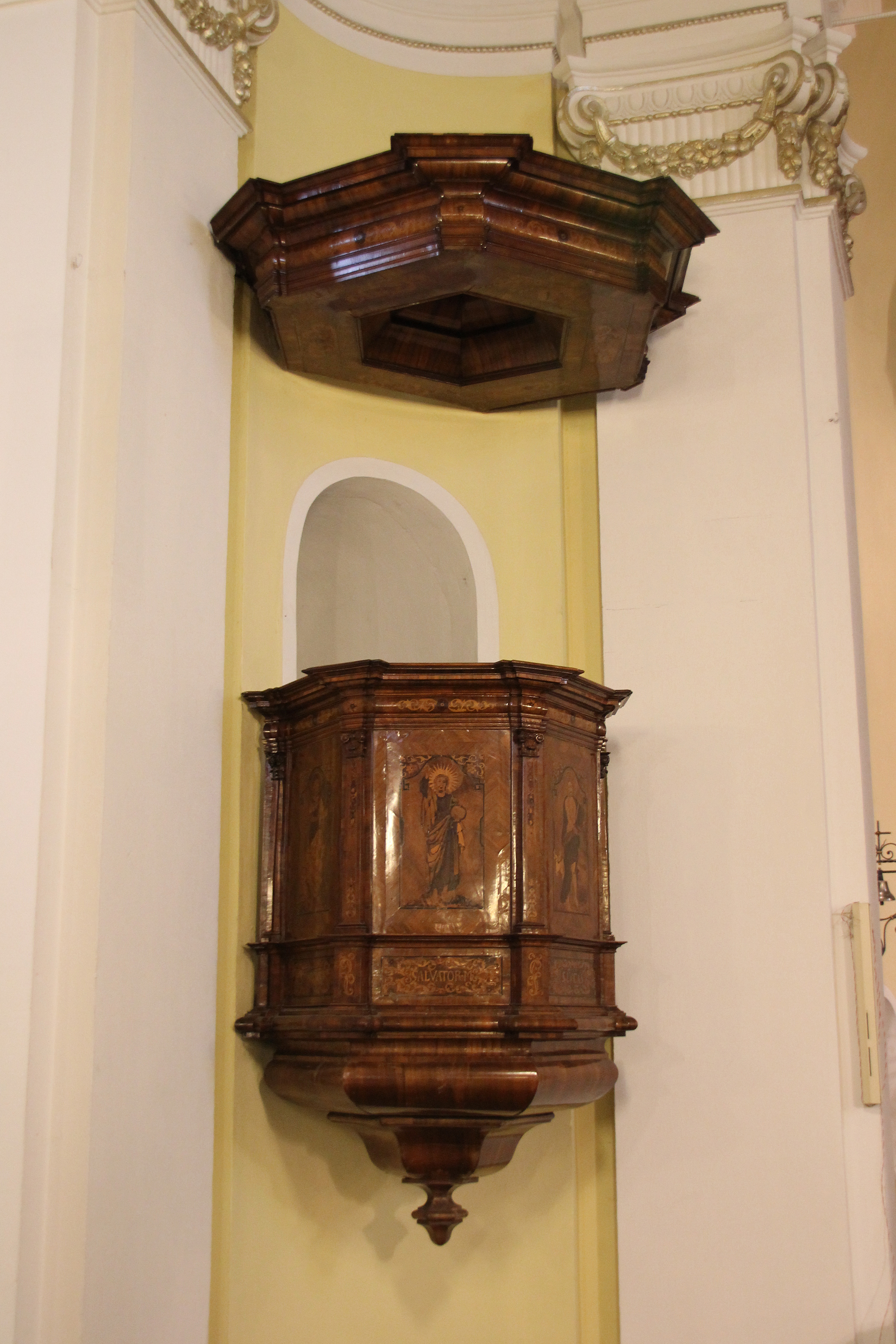
Kanzel

### Orgel

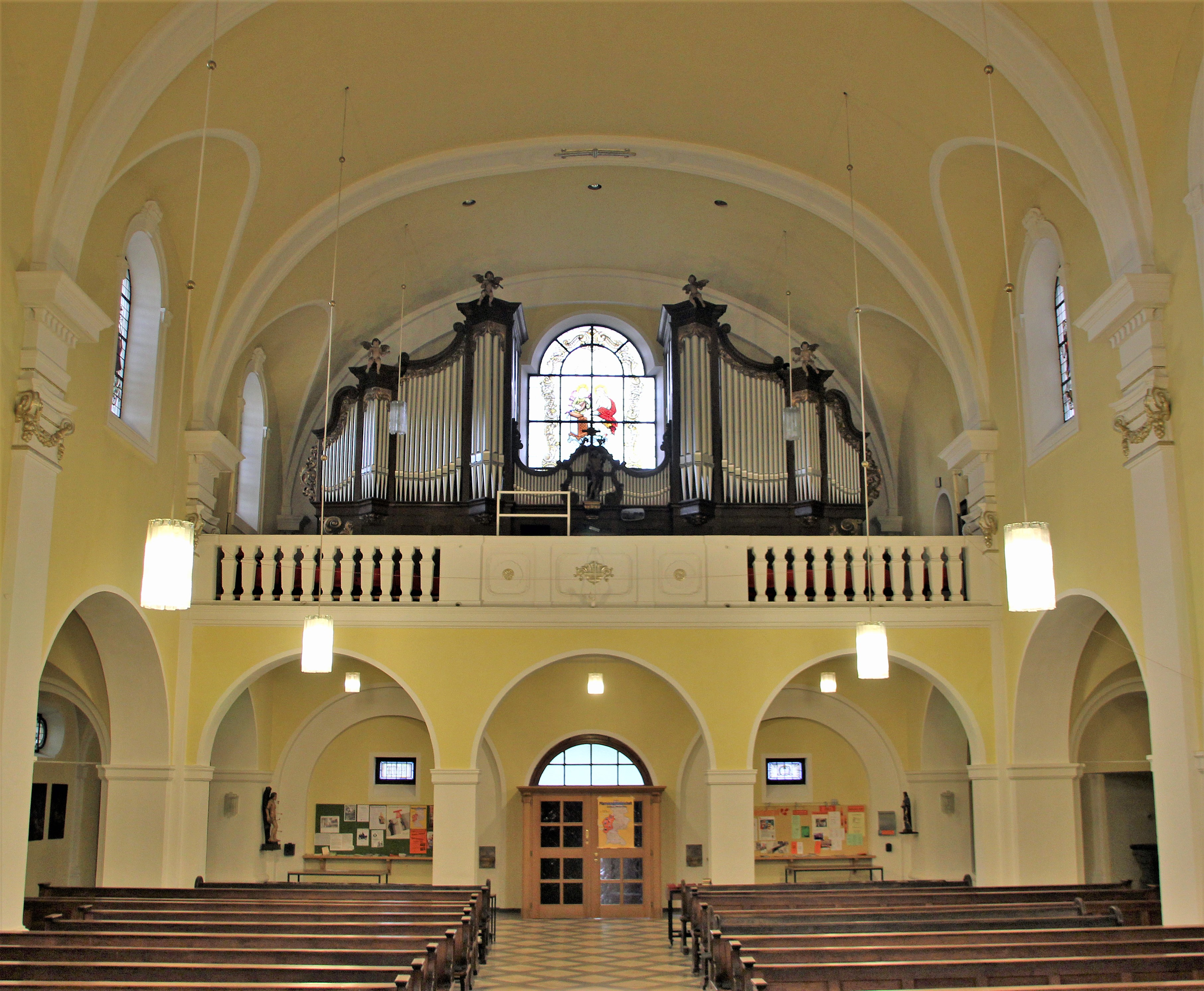
Innenraum mit der Orgel

Die Orgel wurde in den Jahren 1933/1934 durch die Werkstatt des Bopparder Orgelbauers Christian Gerhardt & Söhne erbaut. Sie trägt die Nummer 120 im Werkverzeichnis des Orgelbauers. Die Orgel besitzt zwei Manuale und Pedal mit  20 Registern und weist eine pneumatische Traktur auf. Auf einer Konsole in der Mitte der Orgel ist die ausgreifende Figur Johannes des Täufers mit Standarte aus der Mitte des 18. Jahrhunderts angebracht.
| I Hauptwerk C–g3 |                          |     |
| 1.               | Nachthorngedackt (ab c0) | 16′ |
| 2.               | Prinzipal                | 8′  |
| 3.               | Holzflöte                | 8′  |
| 4.               | Salizional               | 8′  |
| 5.               | Octave                   | 4′  |
| 6.               | Blockflöte               | 4′  |
| 7.               | Mixtur III               |     |
| 8.               | Trompete                 | 8′  |

| II Oberwerk C–g3 |                  |    |
| 9.               | Geigenprinzipal  | 8′ |
| 10.              | Celestis         | 8′ |
| 11.              | Lieblich Gedackt | 8′ |
| 12.              | Gemshorn         | 4′ |
| 13.              | Rohrflöte        | 4′ |
| 14.              | Sesquialter II   |    |
| 15.              | Krummhorn        | 8′ |

| Pedal C–d1 |                                   |     |
| 16.        | Violonbaß                         | 16′ |
| 17.        | Subbaß                            | 16′ |
|            | Zartbaß (Windabschwächung Subbaß) | 16′ |
| 18.        | Prinzipalbaß                      | 8′  |
| 19.        | Choralbaß                         | 4′  |
| 20.        | Posaune                           | 16′ |

- Koppeln:
  - Normalkoppeln: II/I, I/P, II/P
  - Superoktavkoppeln: I
  - Suboktavkoppeln: II/I
- Spielhilfen: Rollschweller, 1 freie Kombination, 4 feste Kombinationen (Piano, Mezzoforte, Forte, Tutti), Zungen ab, Piano Pedal, Rollschweller an

### Glocken
Im Glockenturm hängen die beiden folgenden Glocken:
- Annaglocke (g), 1617 vom Glockengießer Weigandt Arnold geschaffen
- Johannesglocke (f), 1657 vom Glockengießer Jakob Gromel geschaffen, 2007 gerissen

## Pfarrhaus
Das ebenfalls denkmalgeschützte Pfarrhaus ist ein zweigeschossiger geschlämmter Backsteinbau mit neugotischen Details. Er wurde 1889 hinter der Kirche errichtet. Die mittleren der fünf Achsen wurden risalitartig hervorgehoben. Der Bau mit Zwerchgiebel und einem Walmdach aus Schiefer besitzt in der Mitte spitzbogige Fenster mit Firstzinnen, die übrigen Fenster sind mit gekehlten Rahmen versehen. Die Wandflächen sind durch Sockel, Ecklisenen und Gebälkstreifen gegliedert.

## Pfarreiengemeinschaft
St. Johannes Enthauptung ist Teil der „Pfarreiengemeinschaft Koblenz (Metternich)“, zu der auch St. Konrad in Metternich, St. Servatius in Güls und St. Mauritius in Rübenach gehören.

## Denkmalschutz
Die Pfarrkirche St. Johannes Enthauptung ist ein geschütztes Kulturdenkmal nach dem Denkmalschutzgesetz (DSchG) und in der Denkmalliste des Landes Rheinland-Pfalz eingetragen. Sie liegt in Koblenz-Metternich in der Oberdorfstraße 16.